# Alfonso Perales
Alfonso Perales Pizarro, né le 19 juillet 1954 à Alcalá de los Gazules et mort le 23 décembre 2006 à Conil de la Frontera, est un historien et homme politique espagnol membre du Parti socialiste ouvrier espagnol (PSOE).

## Biographie

### Vie privée
Alfonso Perales est marié à Ofelia Moreno Sanjuán. Le couple est parent de deux enfants.

### Formation et vie professionnelle
Il est titulaire d'une licence en Histoire et a travaillé comme professeur à l'université de Cadix.

### Nombreuses responsabilités organiques
Il s'inscrit au Parti socialiste ouvrier espagnol en 1972 alors que le parti se trouve encore dans la clandestinité. Membre de la direction des Jeunesses socialistes puis secrétaire général du parti dans la province de Cadix, il exerce les fonctions de secrétaire à l'Organisation de la fédération andalouse. En 1974, il participe à l'historique Congrès de Suresnes puis à la reconstruction du parti à Cadix et en Andalousie.
Conseiller municipal de Cadix, il préside la députation provinciale entre 1983 et 1987.

### Un habile négociateur
Doté d'un très grand sens de l'ironie et de l'humour, il jure fidélité aux institutions et recherche toujours les accords et les consensus. Élu député lors des élections législatives d'octobre 1989, il œuvre à de nombreuses négociations d'importance. Il permet l'adoption de la réforme du statut d'autonomie de l'Andalousie par une ample majorité au Congrès bien que le PP l'avait rejetée au moment de son vote au Parlement d'Andalousie.
Entre 1997 et 2000, il est secrétaire à la Politique municipale dans la commission exécutive fédérale dirigée par Joaquín Almunia.

### Membre du gouvernement andalou
Il démissionne de son mandat parlementaire le 29 avril 2000 lorsqu'il est nommé conseiller à l'Intérieur de la Junte d'Andalousie par son président Manuel Chaves. A ce poste, il remplace Carmen Hermosín, devenue conseillère à la Justice et aux Administrations publiques.
Il quitte ses fonctions exécutives lorsqu'il se porte candidat aux élections générales de mars 2004 dans la circonscription de Cadix. Élu pour un cinquième mandat de député, il est chargé de coordonner la position du parti par rapport aux réformes des statuts d'autonomie de l'Andalousie, de la Catalogne et de la Communauté valencienne.
Pièce maîtresse de l'appareil socialiste, il est nommé secrétaire aux Relations institutionnelles et à la Politique autonomique dans la commission exécutive de José Luis Rodríguez Zapatero issue du 36e congrès fédéral.

### Mort
Il apprend le 14 novembre 2006, deux jours après l'approbation du nouveau statut d'autonomie andalou, qu'il souffre d'un cancer du poumon. Il meurt à son domicile le 23 décembre 2006, des suites de la maladie. Enterré au cimetière de sa ville natale, sa mémoire est saluée par de nombreux dirigeants socialistes, le chef de l'opposition Mariano Rajoy et sa proche collaboratrice Soraya Sáenz de Santamaría.